# سامانه سیاره‌ای

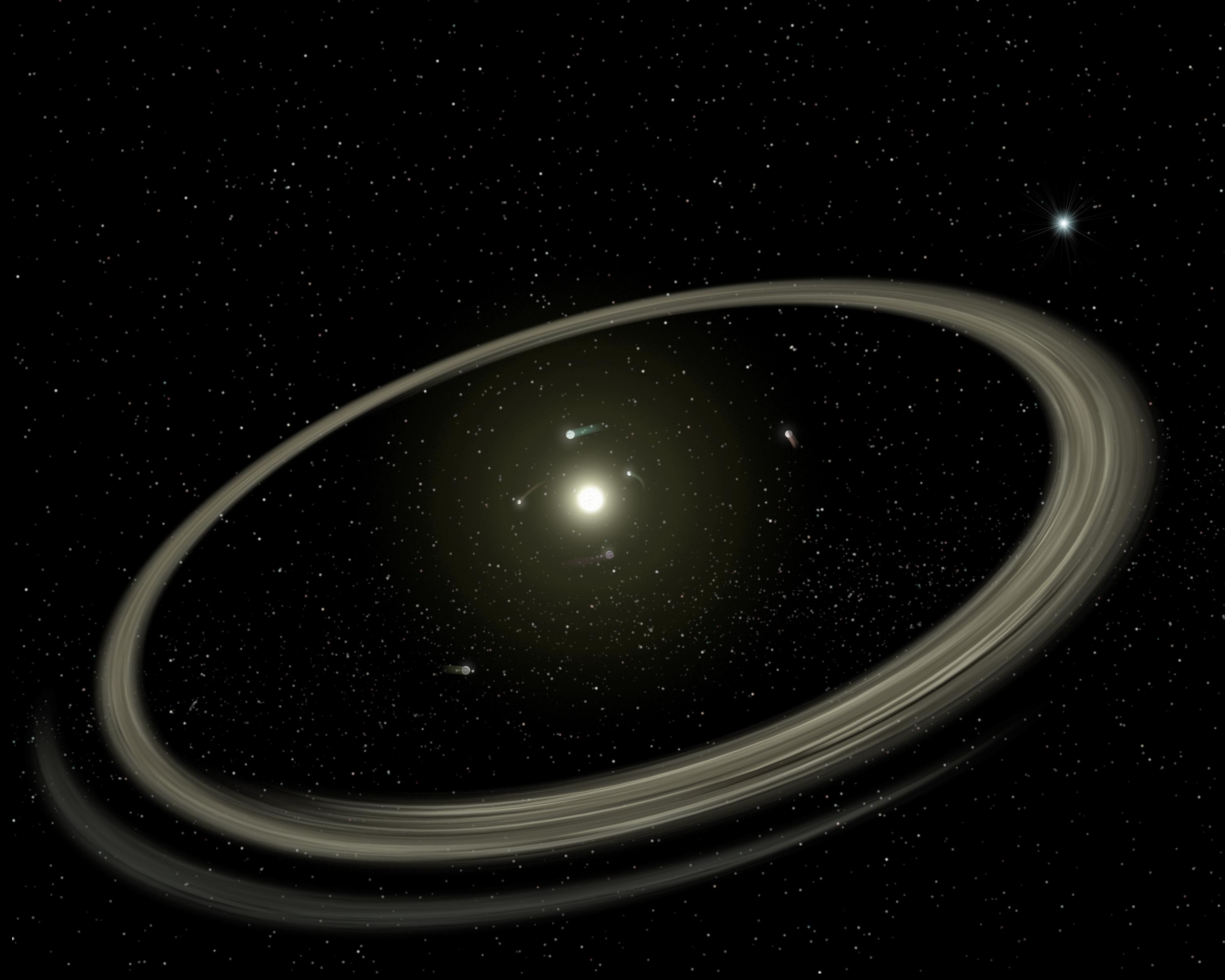
نگارهٔ هنری: یک سامانهٔ چند سیاره‌ای

سامانهٔ سیاره‌ای (به انگلیسی: Planetary system) مجموعه‌ای از جرم‌های غیر ستاره‌ای است که در محدودهٔ گرانشی در مدار یک ستاره یا سیستم ستاره‌ای قرار دارند. به‌طور کلی، یک سیستم سیاره‌ای، با یک یا چند سیاره تشکیل می‌شود، اگر چه چنین سامانه‌ای ممکن است که از جرم یا جرم‌های دیگری مانند سیاره‌های کوتوله، سیارک‌ها، ماهواره‌های طبیعی، اجرام، دنباله دارها، و خرده‌سیاره‌ها تشکیل شده باشد. خورشید همراه با سامانهٔ سیاره‌ای خود، که شامل زمین هم هست به نام سامانهٔ خورشیدی شناخته می‌شود. در مجموع تاکنون ۲۰۳۰ سیارهٔ فراخورشیدی (در ۱۲۸۸ سامانهٔ سیاره‌ای، از جمله ۵۰۲ سیستم با سیاره‌های متعدد) تا ۱۱ دسامبر ۲۰۱۵ شناسایی شده‌است.
از چند دههٔ گذشته تاکنون در اخترزیست شناسی توجه ویژه‌ای به منطقه‌های قابل سکونت سیاره‌ای؛ که در آن منطقه از سامانه سیاره می‌تواند در سطح خود آب مایع داشته‌باشد، وجود دارد.

## تاریخچه

### نظریهٔ خورشید مرکزی
از لحاظ تاریخی، نظریهٔ خورشید مرکزی (این نظریه که خورشید مرکز جهان است) با نظریهٔ زمین مرکزی (قرار دادن زمین در مرکز جهان) مخالف بود.
نظریهٔ خورشید مرکزی بودن منظومهٔ خورشیدی، با خورشید در مرکز آن، احتمالاً برای نخستین‌بار در ادبیات ودایی هند باستان، که اغلب از خورشید به عنوان «مرکز کره» یاد می‌کند آمده‌است. برخی تفسیرها نوشته‌های آریابهاتا در کتاب آریابهاتیا را به گونهٔ ضمنی مبتنی بر باور خورشید مرکزی می‌دانند.